# جوديث س. براون
جوديث س. براون (بالإنجليزية: Judith C. Brown)‏ هي كاتِبة ومؤرخة أمريكية، ولدت في 1946 في بوينس آيرس في الأرجنتين.

## وصلات خارجية
- جوديث س. براون على موقع IMDb (الإنجليزية)